# 時空警察
『時空警察』（じくうけいさつ）は、2001年から2005年まで日本テレビ系列で放送された歴史についての謎や疑惑などを推理するテレビドラマ。キャッチコピーは「この番組は事実に基づいた歴史推理ドラマである」。

## 概要
2005年までに5作品（PART5まで）放送されたスペシャルドラマ。
事件そのものに介入したり、時空犯罪を取り締まる所謂「タイムパトロール」はしない。
取り扱う事件は陰謀論、都市伝説的な俗説が多い。斬新なキャスティングも話題となった。

## 時空班
警視庁刑事部捜査第一課に存在する架空の捜査班で、通称「時空班」と呼ばれるとされる。なお、時空班の捜査員が捜査に当たる際に厳守すべき掟は次の3点に要約される。
- 歴史を変えてはいけない
- 未来に行ってはいけない
- 時空警察に時効はない

時空班は、一般的に落ちこぼれ警察官もしくは内々的に問題がある人物、そして、出世コースから脱落したキャリア警察官僚が管理官として所属するとなっているために、警察全体から煙たがれている存在であり（後述の三億円事件で捜査にあたっていた1968年当時の北条管理官も時空班を毛嫌いしていた言動があった）、一時は存続すら危ぶまれた（実際は3億円事件の真相を知られたくないために、当時捜査指揮に当たっていて現在は上層部の役職にいる人間が、警察の威信を守るために画策されていた）。過去にタイムスリップした際、現地人に怪しまれても「時空警察の者です」と名乗れば大抵納得される。
また、文部科学省とは歴史教科書検定をめぐって、度々問題となっている。
時空班に所属する刑事たちの知識は大学教員並であり、高いレベルにおいての歴史捜査になるので、実際は中学校や高等学校の教科書に大きく影響を与えるようなことではない。また、ほとんどの捜査が、「歴史の流れ」や「歴史を学ぶ上で重要」という事から一歩引いたような事件や事故で、教科書に大々的に紹介されることもなく、山川出版社の用語集でも、さらっと流されているもしくは、掲載されていない物である。

## キャスト

### シリーズ通して登場
過去に事件もの・刑事ドラマなどで刑事役を演じた俳優を中心にキャスティングされている。
- 伊能恭介（警部） - 陣内孝則
- 山神善一郎（警部補） - 竜雷太
- 広瀬忠生（巡査部長） - 恵俊彰
- 時澤爽太（巡査） - 石井正則
- 北条（特命主席管理官） - 丹波哲郎

### 一部にのみ登場
- 霧山マキエ（巡査部長） - 篠原涼子（PART1）
- 名古屋章（PART2）
- 風間裕子（巡査） - 小池栄子（PART2 - PART5）
- 真田達也（巡査） - 姜暢雄（PART3）
- 竹中玄（巡査） - 松尾敏伸（PART5）
- 南響子（文部科学省教科書企画課） - 川原亜矢子（PART5）

## シリーズ

### PART1
2001年12月30日放送。

#### 義経はジンギスカンになったのか?
脚本家によると、「もう少し、明確な答えを出すために、モンゴルまで行き、ジンギスカンの関係者と会い、詳しく聞いて確かめるはずであったが、監督が「こんな話はどうせ嘘なんだから、嘘を公言するな」と言われ、没になった」とされている。
キャスト
- 堀正彦
- 藤田むつみ
- 北爪俊行
- 田中宏昌
- 荒川智也
- 藤沢慎一
- 村田鉄信
- Shelley Sweeney
- Samuel Pop
- Jack Woodyard
- Jason Bobby
- Ken Silverberg
- Maria Theresa Gow
- Sergey Dyborskiy

声の出演
- 池田秀一
- 高島雅羅
- 今井耕二
- 堀田智之
- 山岸功
- 小谷津央典

### PART2
2002年12月25日放送。

#### マリリン・モンロー死の真相
キャスト
- ラルフ・グリーンソン - Roger Allen（声：小林清志）
- Laura Windrath
- Maria Theresa Gow

スタッフ
- 脚本 - 大森寿美男
- 監督 - 仁木啓介

#### 徳川家康は二度死ぬ
キャスト
- 徳川家康 - 長門裕之
- 小笠原忠真 - 山下徹大
- 千姫 - 桃生亜希子
- 服部半蔵 - 田中要次
- 天海 - 麿赤兒

スタッフ
- 脚本 - 大森寿美男
- 監督 - 鬼頭明

#### 三億円事件の真相
キャスト
- 袴田吉彦
- 1968年当時の北条特命主席管理官 - 丹波義隆
- 木下ほうか
- 松本崚汰

スタッフ
- 脚本 - 大森寿美男
- 監督 - 内山雄人、菅原康洋

声の出演
- 小林清志
- 高島雅羅
- 伊藤健太郎
- 篠原正典
- 堀田智之

### PART3
2003年12月28日放送。

#### 忠臣蔵! 300年目の真実
キャスト
- 吉良義央 - 石田太郎
- 大石内蔵助 - 峰岸徹
- 柳沢吉保 - 矢島健一
- 浅野内匠頭 - 斎藤歩
- 寺坂吉右衛門 - 桐本琢也
- 梶川与惣兵衛 - 村田則男
- 永幡洋
- 市瀬秀和
- 若駒

#### ヒンデンブルグ号爆破事故はテロだった?
キャスト
- フリッツ・エルトマン - Anatori Krasunov （声：小林清志）
- レオンハルト・アデルト - Marc Besson
- ヨーゼフ・シュパー - Timothy Harris
- イレーネ・ドウナー - Nina
- マーガレット・マザー - Inge Murata

#### なぜ聖徳太子は暗殺されたのか?
キャスト
- 聖徳太子 - MAKOTO
- 蘇我馬子 - 鶴見辰吾
- 秦河勝 - 浅野和之
- 推古天皇 - 沖直未
- 穴穂部間人皇女 - 星遥子
- 東漢直駒 - 飯泉征貴
- 膳大郎女 - 渡瀬美遊

#### 真珠湾攻撃アメリカは知っていた?
キャスト
- ハリー・ホプキンス - Roger Allen
- フランクリン・ルーズヴェルト - Max von Schuler

声の出演
- 小林清志
- 加藤精三
- 水橋和夫
- 岡田和子
- 田口宏子
- 福島孝広

### PART4
2004年9月29日放送。

#### 織田信長の死体は消えていた!本能寺の変黒幕は誰だ!?
キャスト
- 織田信長 - 桑名正博
- 明智光秀 - 白井滋郎
- 今井宗久 - 磯部勉
- オルガンティーノ -
- 森蘭丸 - 岡田翔太
- ダンカン・ハミルトン
- ポール・J・スミス

スタッフ
- 脚本 - 今野勉
- 監督 - 牧田潤也

#### 安倍晴明は国家転覆を謀っていた!?
キャスト
- 安倍晴明 - 鈴木一真
- 花山天皇 - 須賀貴匡
- 物乞い - 森下能幸
- 所博昭
- 高橋弥生
- 門脇亨
- 岩本淳也
- 織田龍光

スタッフ
- 脚本 - 今野勉
- 監督 - 鬼頭明

#### 坂本龍馬暗殺犯を探せ!!
キャスト
- おりょう - 紺野まひる
- 坂本龍馬 - 唐渡亮
- 西郷隆盛 - 中野英雄
- 大久保利通 - 伊庭剛
- 今井信郎 - 入江毅
- 木戸孝允 - 山田永二
- 中岡慎太郎 - 浜田隆広

スタッフ
- 脚本 - 今野勉
- 監督 - 田中大輔

#### 伊藤博文暗殺事件 隠された狙撃者
キャスト
- 室田義文 - 寺田農
- 明石元二郎 - 寺島進
- 安重根 - マイク・ハン
- 伊藤博文 - 岡達規
- 稲田ハル - 川口真理恵
- 狙撃犯 - 福士誠治
- 田中靖浩
- 如月白州

スタッフ
- 脚本 - 今野勉
- 監督 - 仁木啓介

### PART5
2005年1月5日放送。

#### 史上最悪の大虐殺豊臣秀吉VS時空警察
キャスト
- 豊臣秀吉 - 加藤茶
- 石川五右衛門 - 金山一彦
- 天草四郎 - 須賀貴匡
- 徳川家康 - 板東英二
- 豊臣秀頼・石川五郎市 - 照井宙斗
- 織田信長 - 入江毅
- 徳川家光 - 柴田善行
- 一揆軍の女性 - 芦田由夏
- 浅井祐二

スタッフ
- 脚本 - 今野勉
- 監督 - 内山雄人

島原の乱での「子孫」天草四郎の危機に、豊臣秀吉が時空警察のヘリコプターから黄金の瓦を投げて助けようとするシーンがある。初期の案では、「豊臣秀吉が金の瓦を投げる」のではなく、「石川五右衛門の子孫が（かつて五右衛門が盗んだ）金の瓦を投げ、天草四郎を助ける」というものだったが、石川五右衛門の子孫にあう人間が見つからず、また、石川五右衛門を演じた金山一彦の都合もつかず、練り直した結果、放送された形のものにかたまった。

#### ヒトラーをつくったのは誰だ?
キャスト
- アドルフ・ヒトラー - ジャロッド・ホアー
- エドモンド・フォルスター - ブルース・ミッシェル
- エリック・ヤン・ハヌッセン - ワルター・ロバーツ
- 竹久夢二 - 津田寛治
- マリヌス・ヴァン・ルッベ - サイモン・ブルース

スタッフ
- 脚本 - 今野勉
- 監督 - 田中大輔

## スタッフ
- 語り：窪田等、江守徹、矢島正明
- 構成：田代裕、野村安史
- 演出 - 内山雄人、佐藤憲正、阿部裕、鬼頭明、仁木啓介
- 総合演出 - 小林正樹
- 主題歌 - John Gregory & His Orchestra 『The Six Million Dollar Man』（オリジナルはアメリカのテレビドラマ「600万ドルの男」のテーマソング。）
- プロデューサー - 今村司、下田明宏 / 杉田浩光
- 企画・プロデューサー・総合演出 - 岩間玄
- チーフプロデューサー - 柏木登、吉田真、城朋子、梅原幹
- 制作協力 - テレビマンユニオン
- 製作著作 - 日本テレビ